# Cultura de Letonia
La cultura de Letonia en sus aspectos tradicionales combina la herencia de los letones y los livonios con las influencias recibidas por diferentes culturas a lo largo de su historia.

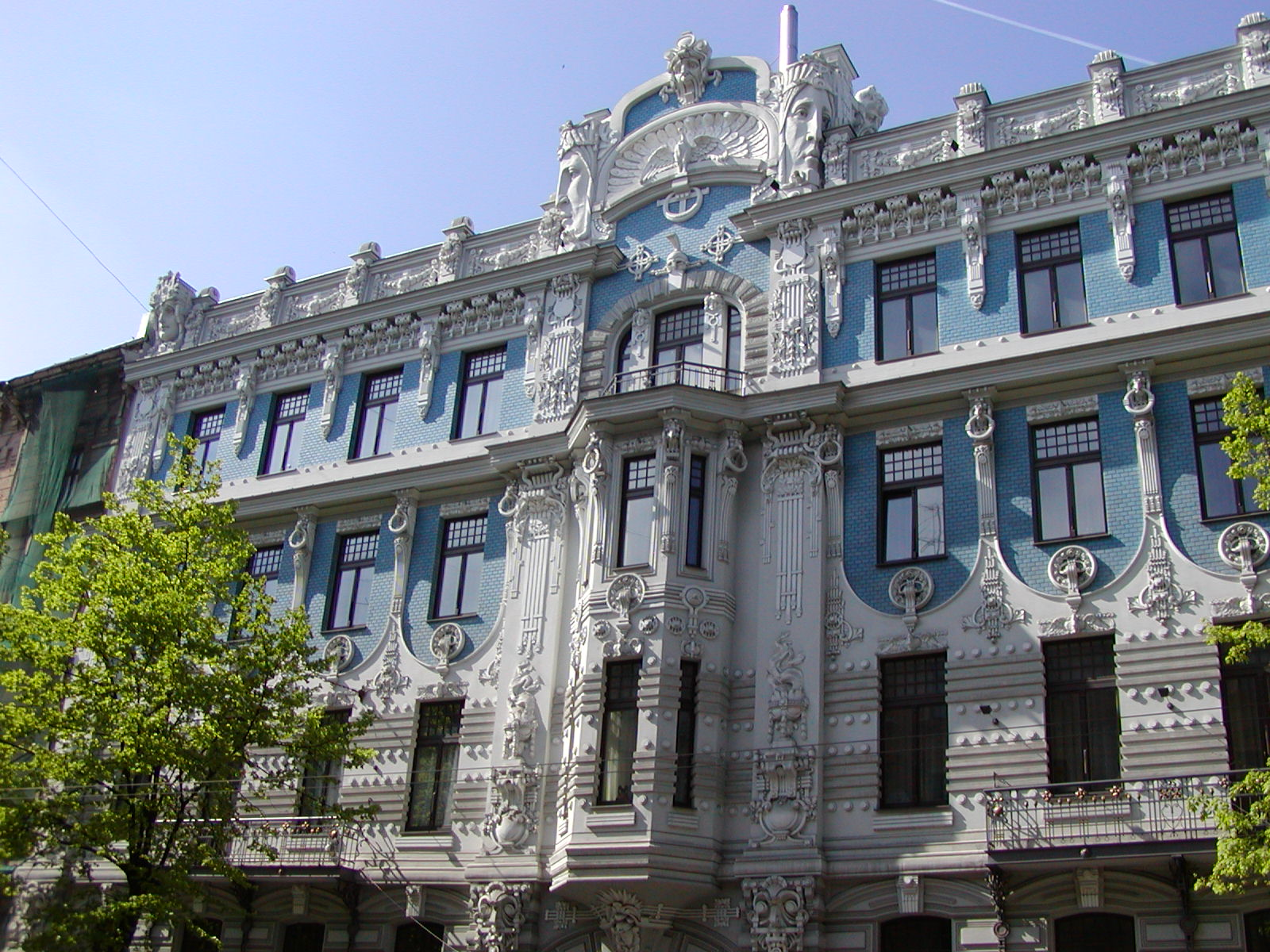
Elizabetes, Mijaíl Eisenstein, 1903

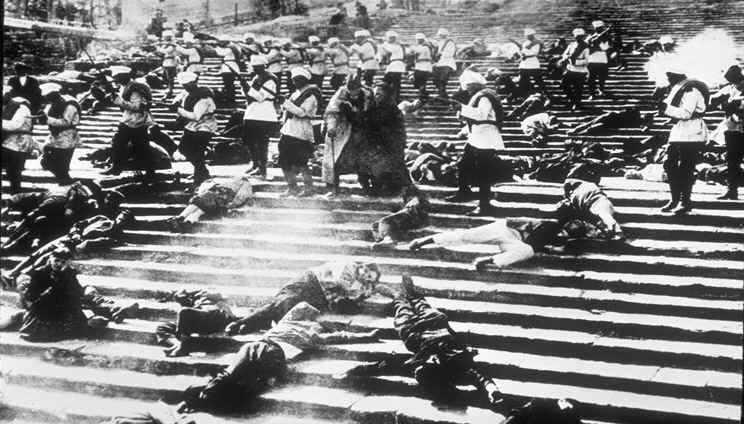
Escena de la película El acorazado Potemkin, 1925

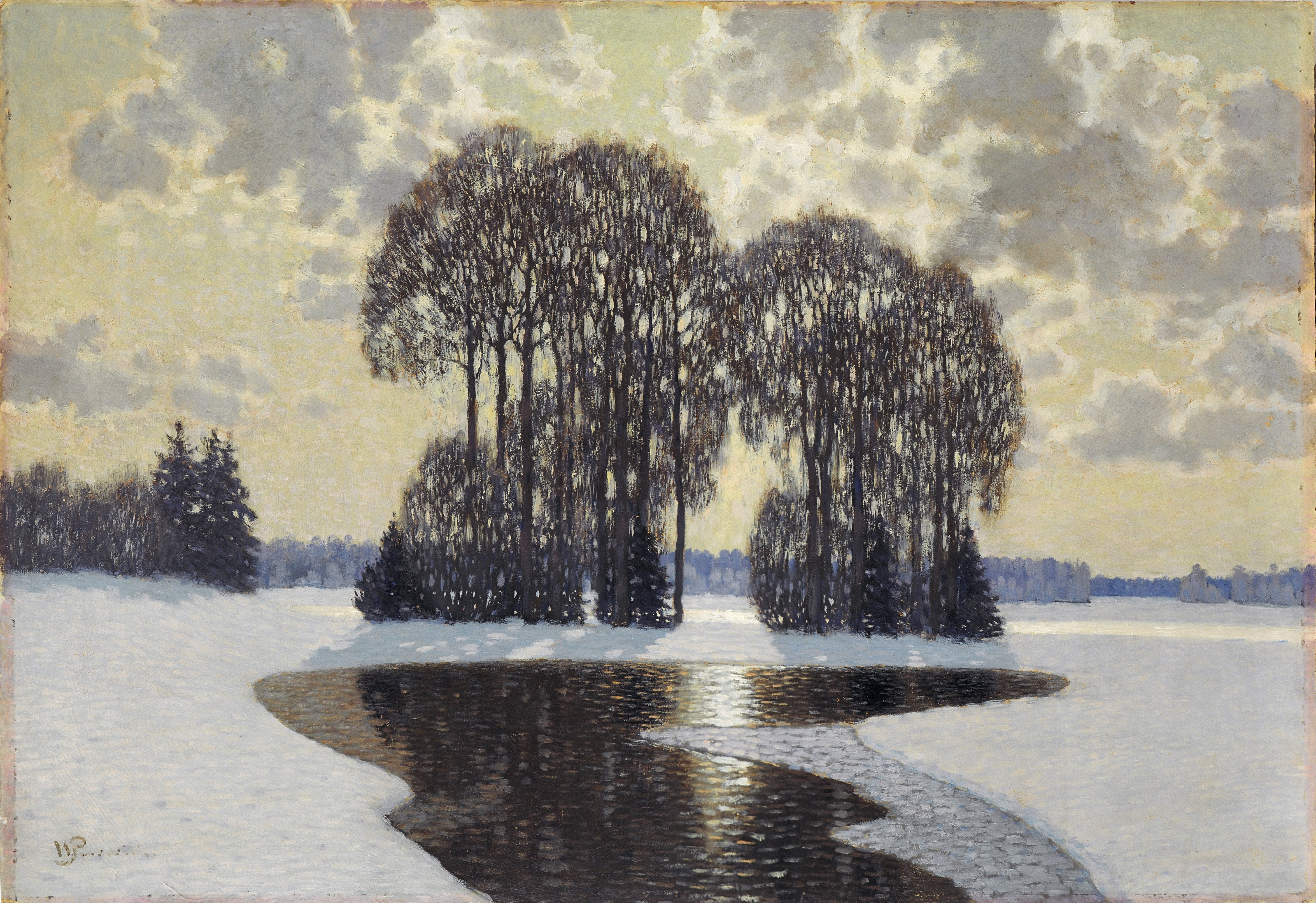
Invierno, Vilhelms Purvītis, 1910.

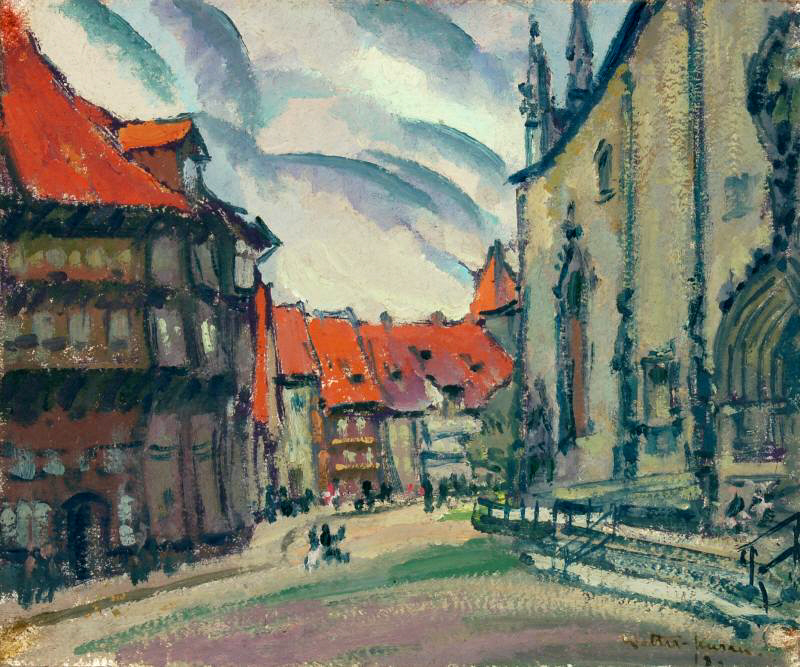
Kirchplatz, Johann Walter-Kurau, 1918.

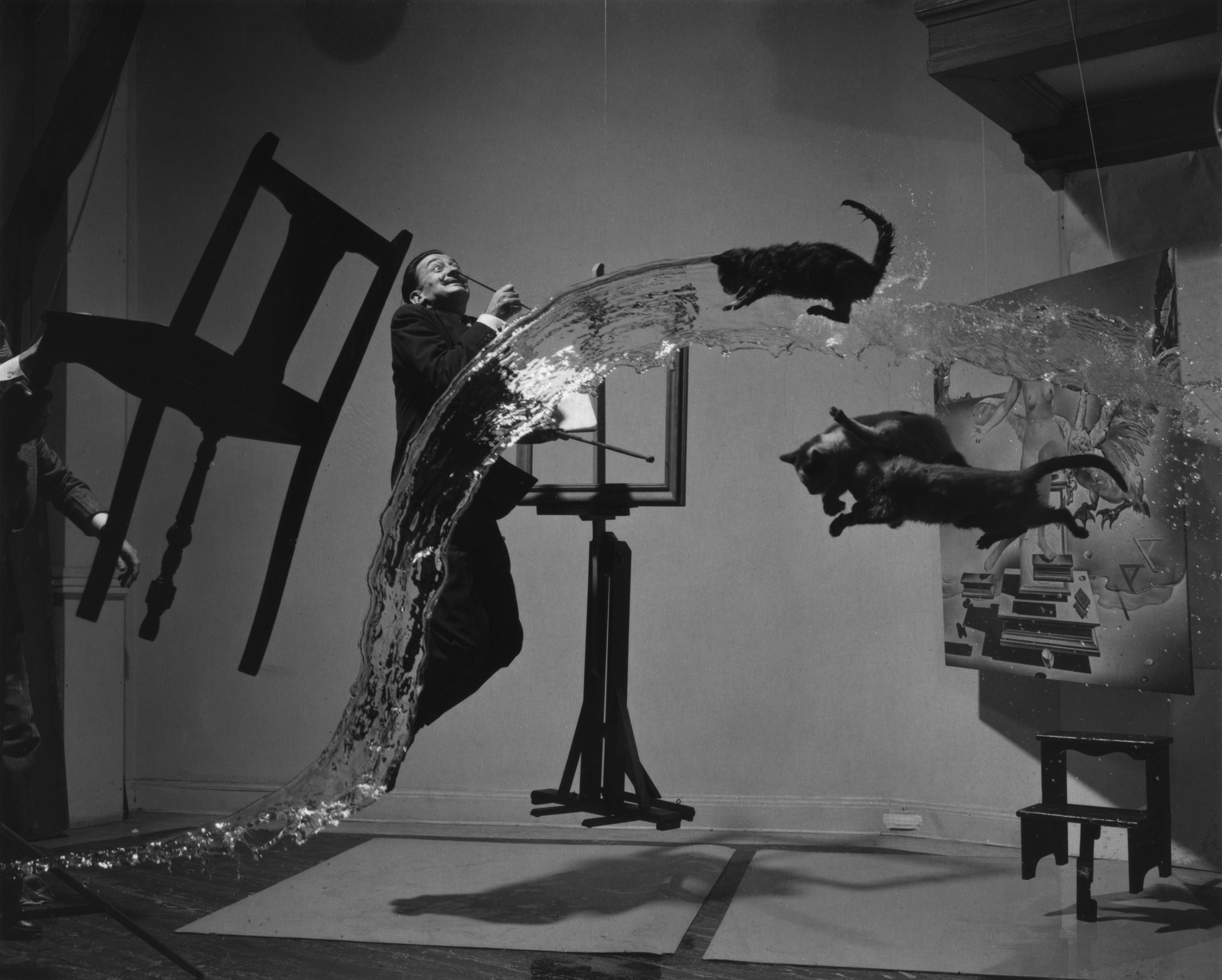
Salvador Dalí, Philippe Halsman, 1948.

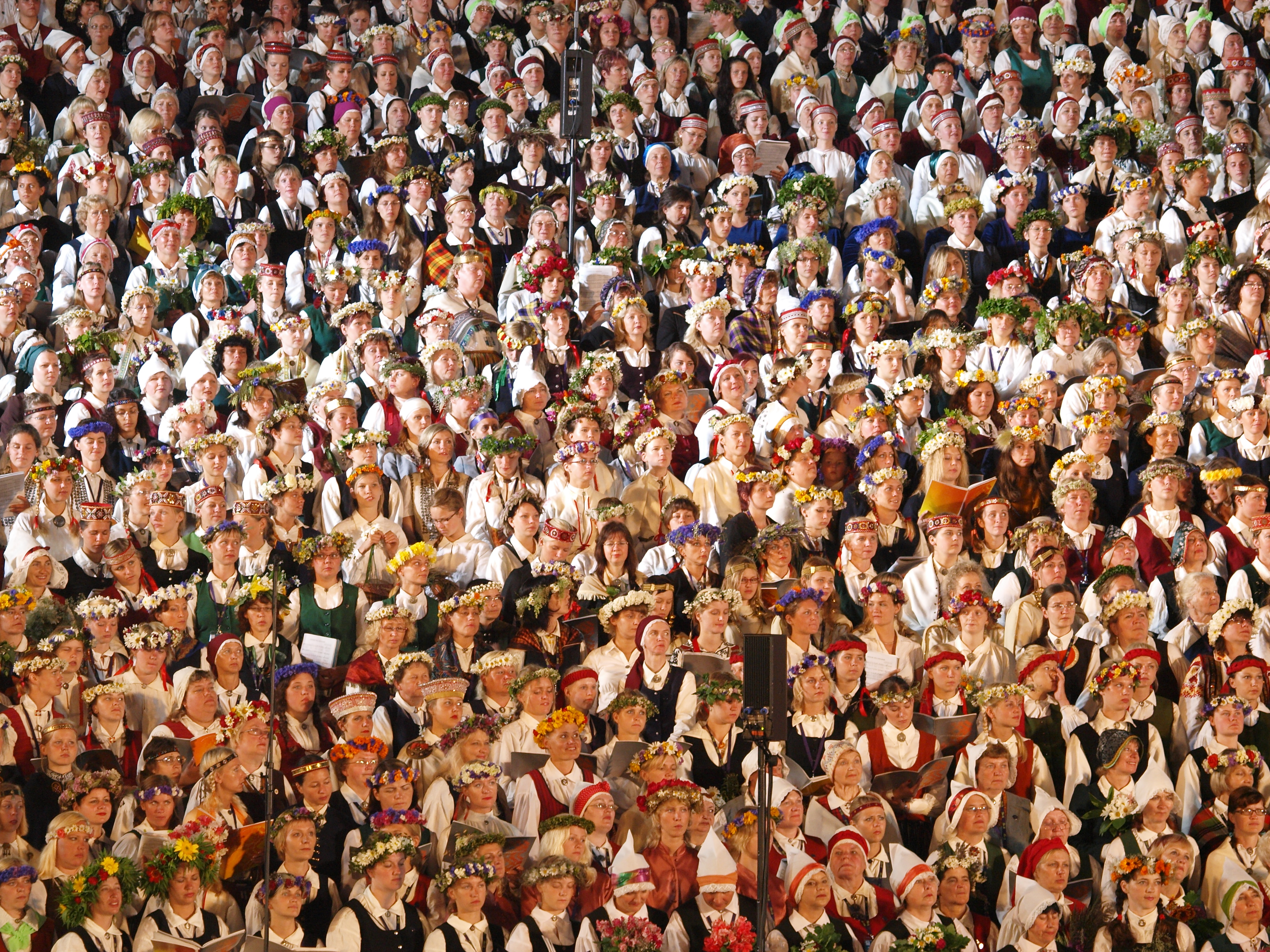
Festival letón de la canción, 2008.

## Arquitectura
La arquitectura tradicional letona se basa en la casa de madera. según las zonas del país predominan las agrupaciones de las edificaciones, de ese modo en la zona occidental del país se encuentran más aceptadas las construcciones individuales y las aldeas en las que las construcciones se hacen en forma circular con una plaza central. La parte oriental de Letonia está más habitada y se construye situando las casas a lo largo de una calle principal.
Los edificios más antiguos que se conocen eran por tanto de madera hasta que se introdujo la piedra en el siglo XII Que se utilizó en la construcción de la iglesia de Ikechkil y a partir de entonces su uso se ha generalizado debido a la influencia del arte alemán y escandinavo. De esta época son la Catedral de San Pedro y las iglesias de San Juan y Domskaja en Riga y los castillos de Sigulda y Bauska. En la arquitectura del siglo XVIII predominó en la influencia rusa y se construyeron los palacios de Rúndalski y Elgavski realizados por Rastrelli. En el siglo XX destaca el Koljozi diseñado por el arquitecto Tilman.
La ciudad de Riga está considerada como Patrimonio de la Humanidad al disponer de edificios de estilo gótico, ecléctico, racionalista y especialmente de estilo modernista del que Mijaíl Eisenstein fue el principal arquitecto siendo una de las capitales europeas con mayor representación de este estilo.

## Artes visuales
En 1898 nació en Riga el gran director de cine Sergéi Eisenstein cuya película más conocida es "El acorazado Potemkin" realizada en 1925.
El fotógrafo Philippe Halsman que desarrolló la jumpology nació en Riga en 1902 aunque su familia tuvo que emigrar en su infancia.
El pintor más conocido es Mark Rothko que nació en Daugavpils en 1903 aunque vivió la mayor parte de su vida en Estados Unidos. Entre otros pintores destacados se encuentran Vilhelms Purvītis, Jazeps Grosvalds, Johann Walter-Kurau y Adja Yunkers y en el campo de la escultura se puede destacar a Janis Tilbergs y como artista plástico a Rihards Zariņš.

## Literatura
Durante la época del nacionalismo letón en el siglo XIX algunos jóvenes escritores participaron en la difusión del idioma escrito, entre ellos se puede mencionar a Atis Kronvalds. Sin embargo, también existieron escritores en otros idiomas como Garlieb Merkel que lo hizo en alemán.
La producción literaria tuvo su apogeo en los escritos de Janis Rainis (1865-1929) y Anna Brigadere (1861-1931) a principios del siglo XX. Entre sus poetas se puede señalar a Aleksandrs Čaks y entre sus escritores de cuentos Kārlis Skalbe está considerado como uno de los más prolíficos por sus cuentos de hadas. Durante el tiempo que Letonia estuvo integrada en la Unión Soviética el escritor más promocionado fue Vilis Lācis.
La diversidad lingüística de la población también se ha reflejado en la literatura, a modo de ejemplo se puede citar a Zenta Mauriņa que escribió obras en letón, ruso y alemán.

## Música y danza
La lengua y la cultura letonas anteriores al siglo XIX se transmitieron por vía oral, principalmente a través de pequeñas canciones llamadas Dainas que fueron recopiladas en gran cantidad por Krišjānis Barons. Los principios del movimiento nacionalista de 1988 fueron acompañados por una ópera rock basada en un texto de Janis Rainis.
Imants Kalnins y Raimonds Pauls son los principales compositores contemporáneos y los más populares de Letonia, aunque otros bastante conocidos son Andrejs Jurjāns  (1856-1922), Jazeps Vītols (1863-1948), Mariss Jansons (1943) y Gidon Kremer (1947). El violoncelista Mischa Maisky tiene origen letón. 
En relación con la música de rock and roll el grupo Pērkons se formó en 1981 en Riga estando integrado por Juris Kulakovs, Ieva Akurātere, Juris Sējāns, Leons Sējāns y Raimonds Bartaševičs. En 2002 Letonia ganó el festival de Eurovisión con la canción "I wanna" de Marie N por lo que se celebró el festival de 2003 en el Skonto Hall de Riga.
El bailarín Mijaíl Barýshnikov nació en Riga en 1948 y obtiene éxito con su ballet en diversos países del mundo.
El grupo de folk metal Skyforger ha colaborado ampliamente, sobre todo con su disco acústico Zobena Dziesma, a la difusión del folklore de su país, principalmente gracias a la labor de investigación de la música letona del gaitero y musicólogo Kaspars Bārbals.